# Peter G. Van Winkle
Peter Godwin Van Winkle, född 7 september 1808 i New York, död 15 april 1872 i Parkersburg, West Virginia, var en amerikansk politiker. Han representerade delstaten West Virginia i USA:s senat 1863-1869.
Van Winkle studerade juridik och inledde 1835 sin karriär som advokat i Virginia (i nuvarande West Virginia).
West Virginia blev 1863 delstat. Van Winkle och Waitman T. Willey valdes till de två första senatorerna som unionister. Efter amerikanska inbördeskriget fortsatte Van Winkle som republikan i senaten. USA:s president Andrew Johnson ställdes inför riksrätt men frikändes i senaten med en rösts marginal. Van Winkle var en av sju republikaner som röstade för att frikänna demokraten Johnson. De sex övriga var William P. Fessenden, Joseph S. Fowler, James W. Grimes, John B. Henderson, Lyman Trumbull och Edmund G. Ross. Van Winkle efterträddes 1869 som senator av Arthur I. Boreman.
Van Winkles grav finns på Riverview Cemetery i Parkersburg.